# Christine Wolf
Christine Wolf (nascida em 5 de março de 1989) é uma jogadora austríaca de golfe profissional.
Formou-se na Universidade do Tennessee, em Chattanooga.
Profissionalizou-se em 2012 e jogou no LET Access Series entre 2012 e 2013, e venceu um torneio. Jogou no Ladies European Tour desde 2014.
Em 2015, terminou em segundo lugar contra Holly Clyburn no torneio do LPGA, NSW Women's Open.

## Rio 2016, competição feminina de golfe
No golfe dos Jogos Olímpicos de Verão de 2016, realizados no Rio de Janeiro, Brasil, terminou sua participação na competição de jogo por tacadas individual feminino em quadragésimo terceiro lugar, com 293 tacadas (71-69-77-76), nove acima do par do campo, representando Áustria.

## Títulos profissionais
- 2012 – Crete Ladies Open (LET Access Series)